# Могиљов
Могиљов или Махиљов (блр. Магілёў, рус. Могилёв, пољ. Mohylew, Mogilew) град је на истоку Белорусије, близу границе са Русијом са преко 300.000 становника. Центар је Могиљевске области и трећи град по величини у Белорусији.

## Историја
Град је основан 1267. године као тврђава, а од 14. века је део Великог војводства Литваније, касније је постао део Пољско-литванске уније. После I поделе Пољске 1772. град је од Шведске добила на управљање Царска Русија и он постаје центар Могиљевске губерније. 1918. године је окупиран од стране Немаца и укључен у Белоруску народну републику која је кратко трајала. 1919. је укључен у Белоруску ССР, а између 1941. и 1944. био је под Немачком окупацијом. После стицања независности Белорусије 1991. постаје један од централних градова.

## Економија
Могиљев је један од главних економских, железничких и индустријских центара у Белорусији. После Другог светског рата саграђен је велики металуршки центар са неколико челичана. Постоје такође фабрике машина, аутомобила, трактора, текстилних производа, коже и хемијских средстава. У граду се налази главна лука на Дњепру и аеродром.

## Становништво
Према процени, у граду је 2016. живело 378.077 становника.
| 1979.   | 1989.   | 1999.   | 2009.   | 2012.   | 2015.   | 2016    |
| ------- | ------- | ------- | ------- | ------- | ------- | ------- |
| 290.361 | 359.188 | 359.188 | 358.279 | 363.363 | 374.644 | 378.077 |

## Градови побратими
- Ајзенах, Немачка[4]
- Бардјејов, Словачка
- Бурса, Турска
- Вилербан, Француска
- Влоцлавек, Пољска
- Габрово, Бугарска
- Звенигород, Русија
- Керч
- Клајпеда, Литванија
- Крагујевац, Србија
- Миколајив, Украјина
- Пенза, Русија
- Сумгајит, Азербејџан
- Табриз, Иран
- Тула, Русија
- Џенгџоу, Кина